# Ravne pri Zdolah
Ravne pri Zdolah – wieś w Słowenii, w gminie Krško. W 2018 roku liczyła 211 mieszkańców.